# روسالیند برت
روسالیند برت (به انگلیسی: Rosalind Brett) (زادهٔ ۱۲ مارس ۱۹۷۹) شناگر اهل بریتانیا است.